# Tudora (Botoșani)
Tudora è un comune della Romania di 5 292 abitanti, ubicato nel distretto di Botoșani, nella regione storica della Moldavia.